# موغار
موغار یکی از روستاهای تاریخی ایران با قدمتی ۲۵۰۰ ساله است که ۳۳۰ کیلومتر از تهران فاصله دارد. فاصله این روستای قدیمی تا شهر اصفهان ۱۳۰ کیلومتر می‌باشد. دهستان‌ گرمسیر موغار متعلق به  بخش مهاباد شهرستان اردستان در استان اصفهان ایران است.
روستای موغار همسایهٔ دشت کویر بوده و از شرق به غرب میان دو شهر مهاباد و بادرود و از شمال به جنوب غرب در حد فاصل گرمسار (پارک ملی کویر) و نطنز قرار دارد. 

## وجه تسمیهٔ موغار
موغار از دو کلمهٔ «موغ» و «آر» شکل گرفته‌است.
موغ بر وزن دوغ، مغ را گویند. مغ، به ضم میم در اصل مک بوده و به معنی آتش‌پرست، پیشوای زردشتی و مرد روحانی زردشتی است. جمع آن مغان است.
آر، برای نسبت است. بنابراین موغار یعنی، جای آتش‌پرستی، جای پیشوای زردشتی. برخی گفته‌اند پسوند ار به معنای بسیار می‌باشد و به شکل مخفف آمده است؛ یعنی جایی که زرتشتیان بسیاری بوده‌اند. ممکن است که در عهد باستان در موغار آتشکده یا آتشکده‌هایی هم وجود داشته که با این وصف باید گفت که بنای اولیهٔ موغار مربوط به زمان‌های بسیار قدیم و دوران رواج آتش‌پرستی بوده است. موغار را دروازهٔ هفت شهر لیلاز هم گفته‌اند.
در نوشته‌های قدیمی و ثبتی و نیز آثار جغرافیانویسان و مورخان، نام این قریه به صورت «موغار» ثبت است؛ اما بعضی از متأخرین آن را «مغار» هم نوشته‌اند.

## قدمت موغار
بر پایهٔ گفتهٔ هادی طحان، کارشناس میراث فرهنگی، بنای نخستین این روستا مربوط به عهد ساسانیان است و این شاخصهٔ بسیار مهم در کنار بناهای تاریخی با قدمت چندین قرن است که به نظر می‌آید معرفی آنها مورد بی مهری نویسندگان و پژوهشگران قرار گرفته است.
اما به گفتهٔ منابع دیگر، از گنج ‌های اکتشافی خانه ‌های کهن بافت تاریخی و ارگ ‌های متعدد آن قدمت ۲۵۰۰ سالهٔ این روستا به دست می‌آید.

## موغار در لغت نامهٔ دهخدا
در لغت نامهٔ دهخدا دربارهٔ موغار به نقل از جلد دهم فرهنگ جغرافیایی ایران چنین آمده است:«دهی است از دهستان گرمسیر شهرستان اردستان واقع در ۲۸ هزارگزی شمال باختر اردستان با ۱۳۸۰ تن سکنه. آب آن از قنات و راه آن ماشین‌رو »
 همچنین چشمه‌ای به نام موغار نزدیک روستای موغار معرفی شده و به نقل از ترجمهٔ محاسن اصفهان آمده که خاصیت آن چشمه این است که هرچه از سفال و کلوخ و گل و ظرفهای شکسته در آن بیاندازند، متلائم و مجتمع شده و به سنگ تبدیل می‌شود.

## موقعیت جغرافیایی
موغار در ۲۸ کیلومتری شمال غربی شهر اردستان و ۲۵ کیلومتری نطنز واقع می‌باشد. طول جغرافیایی آن ۵۲ درجه و ۱۲ دقیقه و عرض جغرافیایی ۳۳ درجه و ۳۳ دقیقه و ارتفاع آن از سطح دریا ۹۹۷ متر است. موغار در کنار جادهٔ ترانزیت تهران، بندرعباس و پاکستان قرار گرفته و راه‌آهن بین‌المللی خلیج فارس و دریای عمان به روسیه و چین و اروپا در قلب دهستان و در میان مزارع گندم و جو ایستگاه دارد.

## آثار تاریخی
- مسجد جامع موغار
- بقعه پیر بابا اسماعیل
- ارگ موغار
- مقبره شیخ عارف
- بافت تاریخی
- محله حمام
- محله عرب
- محله پیالجه
- محله بابا اسماعیل
- ساباطی
- قبرستان متروکه
- متزل حاج توکلی شامل اندرونی و بیرونی وشاه نشین

## محصولات کشاورزی
- زعفران
- پسته
- زیتون
- انار
- انجیر
- انگور
- خربزه
- طالبی
- گندم
- جو
- یونجه
- گلرنگ
- زیتون
- گارس
- پیاز
- سبزی
- گوجه فرنگی
- خیار
- بادمجان
- توت درختی

## دام و طیور
از دیرباز یکی از مشاغل اصلی مردم این خطه گله‌داری گوسفند بوده و از این راه امرار معاش می‌کردند. با گذر زمان تعداد گله‌های گوسفند کم شد، اما همچنان وقتی در مراتع قدم می‌زنیم گله‌های زیادی به چشم می‌خورند.
مرغداری و پروش مرغ گوشتی نیز در چند نقطه انجام می‌شود. اما ظرفیت منطقه ایجاب می‌نماید تا مزارع پرورشی بیشتری احداث شود. نبود مزرعهٔ مرغ تخمگذار و مرغ مادر از معضلات صنعت طیور در این دهستان است که زنجیرهٔ صنعت مرغ را دچار نقصان می‌کند؛ این در حالی است که پتانسیل مورد نیاز برای راه اندازی این مزارع وجود دارد.
به تازگی و با اقدام چند فارغ‌التحصیل کشاورزی مزارع پرورش شترمرغ و بوقلمون مورد بهره‌برداری قرار گرفت که نشانگر آغاز روند طیور پروری علمی و مهندسی است.
بخش کویری دهستان به دلیل مساعد بودن آب و هوا فرصت ویژه‌ای برای گله داری شتر می‌باشد و این از ظرفیت‌های بکر و دست نخورده کویر موغار است.

## صنایع دستی
زنان و دختران موغاری با قالی‌بافی بخشی از مخارج زندگی خانواده را تأمین می‌نمودند و هنر قالی‌بافی خود را در معرض نمایش می‌گذاشتند.
متأسفانه امروزه با از کارافتادگی زنان ده و مهاجرت نمودن دختران به کلان شهرهای تهران و اصفهان دیگر خبری از هنر قالی بافی در دار خانه‌های خشتی و گلی نیست.

## مراکز تفریحی
- پارک کوک
- مجتمع رفاهی فانوس کویر
- سفره خانه سنتی امیرخان

## مراکز آموزشی
- مجتمع آموزشی شهید صادقیان
- پیش دبستانی ثمین
- دبستان شهید احمد حجازی
- دبیرستان پسرانه شهید خسرو عباسی
- دبیرستان دخترانه شهید مهدی ایزدپناه

## آب و هوا
روستای موغار آمیزهٔ آب و هوایی سرد و گرم دارد؛ یعنی زمستان‌های سرد و تابستان‌‌های محسوس و گرم. نیز اختلاف دمای زیاد شب و روز از ویژگی‌های خاص و کویری آن است. میزان بارندگی سالیانه ۷۵ الی ۱۰۰ میلی‌متر است که این میزان یک هشتم میانگین بارندگی جهانی است.
شن‌های روان با آمدن بادهای چهارگانه خراسان، کاشان، پاییزی و اسفندی بر فراز دهستان به پرواز در می‌آیند و سبب کاهش دید می‌شوند.
بالاترین دما در تابستان ۴۷ درجه سانتی گراد و در زمستان پایین‌ترین دما ۸- می‌باشد.

## نگارخانه

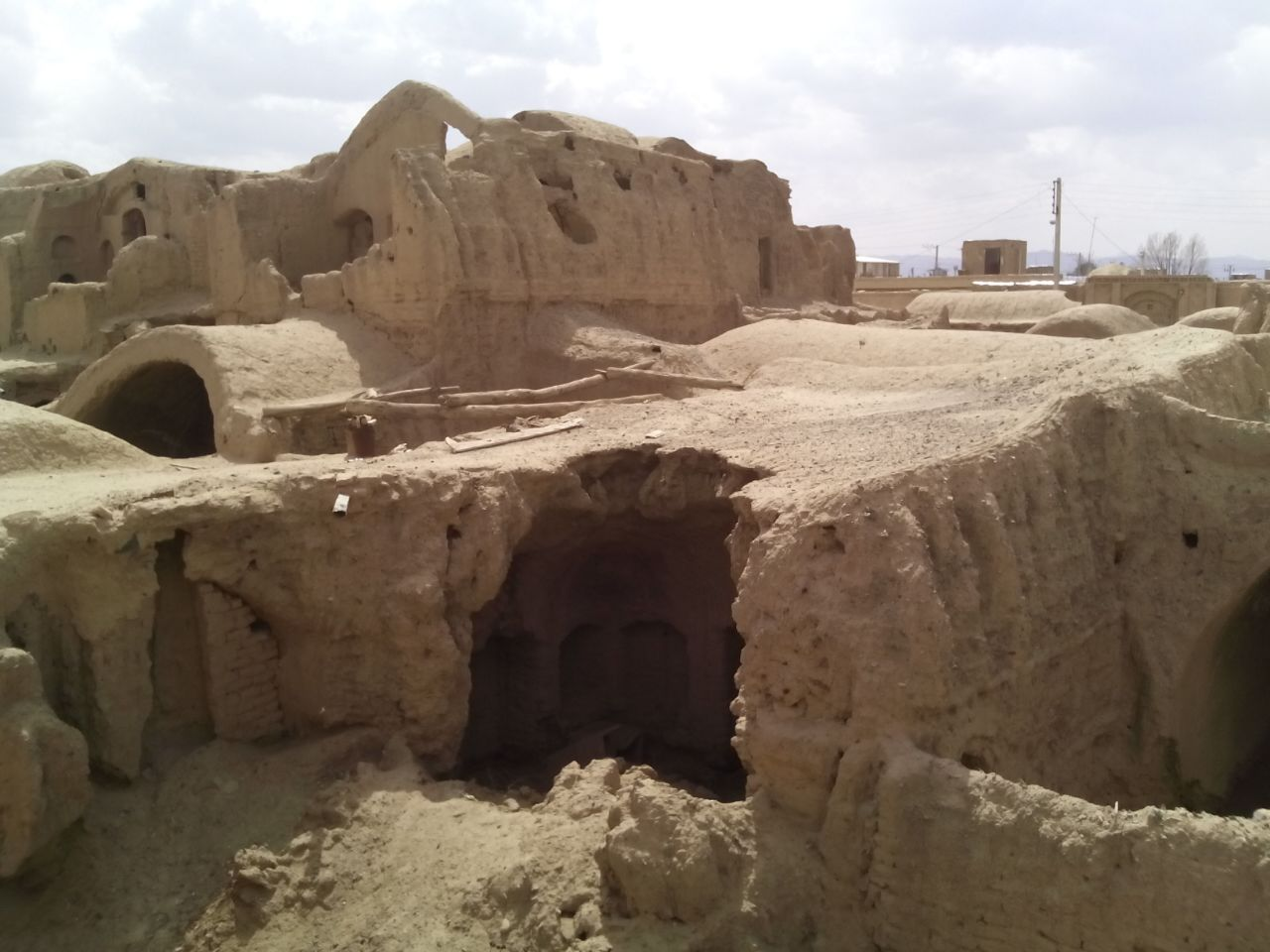
پشت‌بام‌های موغار

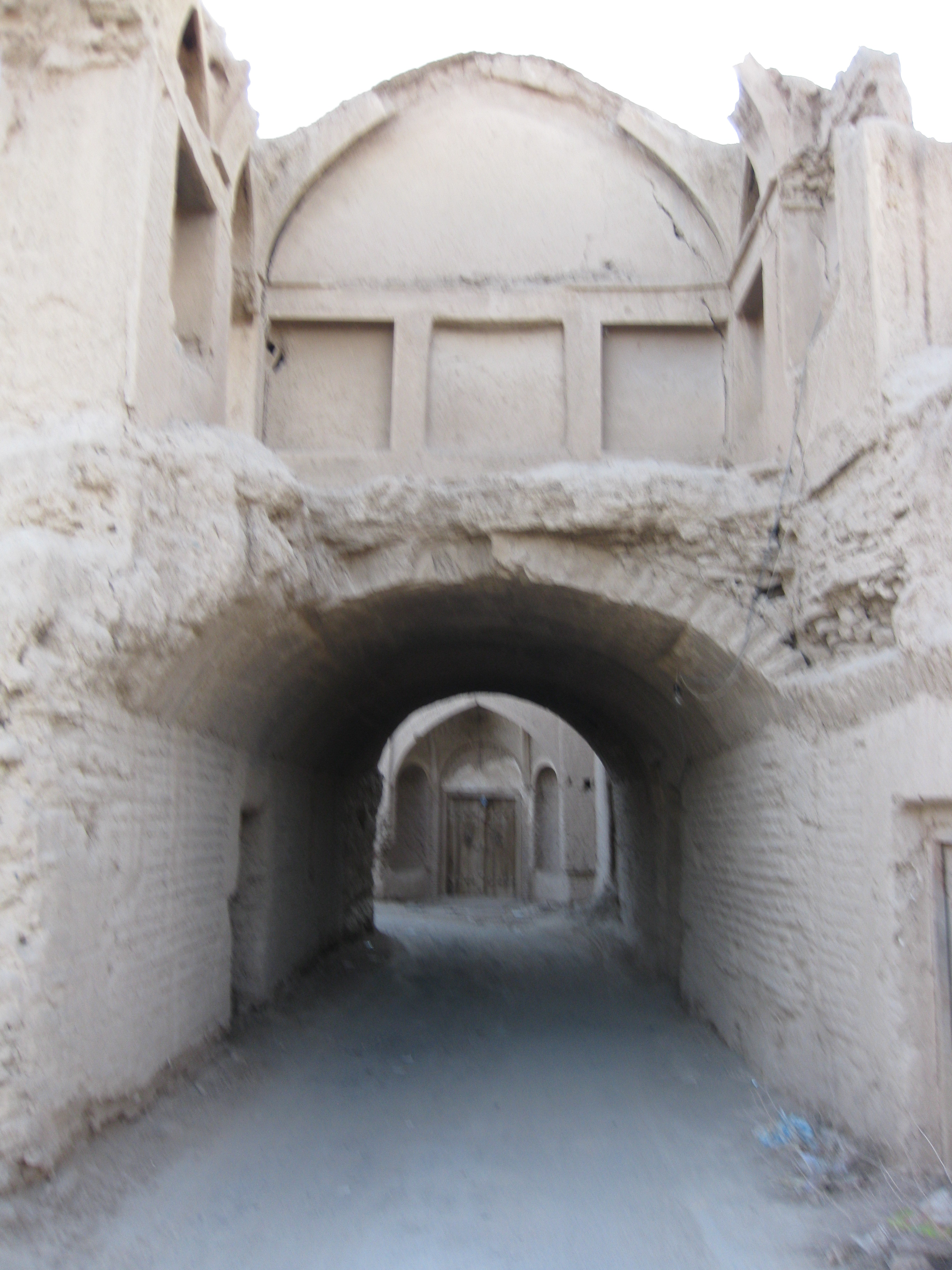
یک سابات قدیمی در موغار (پیش از ویرانی)